# Karl Theodor Joseph von Gemmingen
Karl Theodor Joseph von Gemmingen (* 16. Juni 1780 in Mannheim; † 4. November 1849) war großherzoglich würzburgischer Ministerialsekretär, königlich bayerischer Kammerherr und Grundherr in Hoffenheim.

## Leben
Er war der älteste Sohn des Schriftstellers Otto Heinrich von Gemmingen-Hornberg (1755–1836) und der Charlotte Gräfin von Sickingen (1756–1826). 1803 wurde er Legationsrat bei der badischen Gesandtschaft in Wien, 1807 trat er in großherzoglich würzburgische Dienste, wo er Rat und Ministerialsekretär wurde. Er blieb im Staatsdienst bis zu Pension 1839, zuletzt war er königlich bayerischer Kammerherr.
Er heiratete 1832 Anna Werr aus Würzburg, die älteste Schwester der Ordensgründerin Antonia Werr. Der Ehe entstammten keine Nachkommen mehr. Seine Frau starb am 1. September 1846, er 1849. Mit ihm erlosch die Hoffenheimer Linie der Freiherren von Gemmingen, ihr Besitz fiel an die Treschklinger Linie. Das Schloss Hoffenheim wurde von den Erben bereits 1850 verkauft.